# Ca’ Amalteo

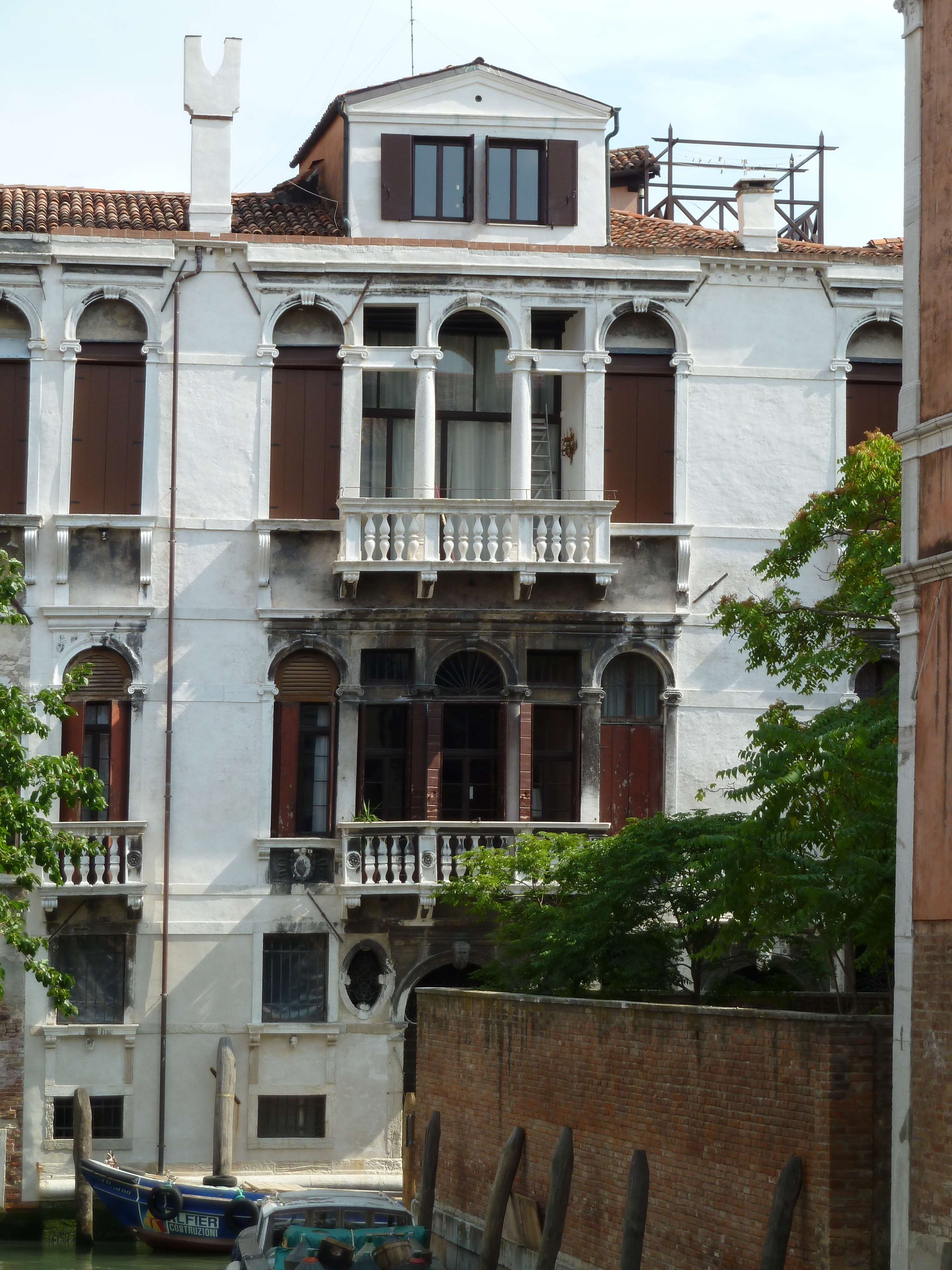
Ca’ Amalteo, mittlerer Teil der Fassade zum Rio di San Stin.

Ca’ Amalteo  ist ein Palast in Venedig in der italienischen Region Venetien. Er liegt im Sestiere San Polo mit Blick zum Rio di San Stin und den Rio San Polo neben dem Ca’ Donà a San Stin und gegenüber dem Palazzo Corner Mocenigo.

## Geschichte
Das Gebäude stammt aus dem Ende des 16. Jahrhunderts. Es gehört bis heute der Familie Amalteo, die ursprünglich aus Oderzo stammte. Erst seit dem 19. Jahrhundert gehörte sie dank der österreichischen Herrschaft zum venezianischen Patriziat. Aber auch schon vorher gingen viele bekannte Literaten und Dichter aus dieser Familie hervor. Ihr bekanntester Spross allerdings war Ottavio Amalteo (1543–1627), ein in ganz Europa bekannter Mediziner.

## Beschreibung
Ca’ Amalteo ist ein vierstöckiger Palast, bei dem sich schon erste Einflüsse des Barock nachweisen lassen. Die Hauptfassade ist die zum Rio di San Stin. Im Erdgeschoss hat sie ein Rundbogenportal zum Wasser mit Schlusssteinen in der Mitte, auf beiden Seiten flankiert von etlichen rechteckigen und ovalen Fenstern im Erd- und Zwischengeschoss. Auf der rechten Seite der Fassade befindet sich ein weiteres, gleichartiges Portal zum Wasser. Die beiden Hauptgeschosse zeigen in der Mitte venezianische Fenster, denen je Seite ein einzelnes Rundbogenfenster zur Seite gestellt ist. Die venezianischen Fenster sind mit vorspringenden Balkonen mit steinerner Balustrade versehen. Auf jeder Seite wird dieses Ensemble von drei einzelnen Rundbogenfenstern flankiert, deren inneres Paar im ersten Hauptgeschoss ebenfalls mit vorspringenden Steinbalkonen versehen ist. Auf dem Dach oberhalb der gezahnten Dachtraufe ist eine große Dachgaube mit einem rechteckigen Doppelfenster aufgebaut. Links davon gibt es einen großen Kaminkopf mit zwei Rohren.
Die einzelnen Stockwerke sind durch Gesimse getrennt, die, wie die Rahmen der Fenster, in istrischem Kalkstein gefertigt sind.